# Tündérpalota
A Tündérpalota Budapest VIII. kerületében, a Népligettel szemben, a Könyves Kálmán körút, a Győrffy István utca, a Villám utca és az Elnök utca által körülhatárolt területen fekvő, magyar szecessziós stílusú épület. Főbejárata a Könyves Kálmán körút 40. szám alatt található. Jelenleg az Országos Pedagógiai Könyvtár és Múzeum (OPKM) székhelye.

## Története
Az eredetileg Budapest X. kerületéhez – ma VIII. kerületéhez – tartozó Tisztviselőtelepen kirendeltségként működő gimnáziumból 1907-ben megalakult a Magyar Királyi Állami Főgimnázium. A diákok számának növekedése miatt szükségessé vált egy – a gimnáziumnak helyet adó – új épület létrehozása. A főváros Gaál Mózes iskolaigazgató közbenjárására egy 2095 négyszögöl nagyságú, négy utca által határolt telket ajándékozott a tanintézmény részére. Az oktatási minisztérium megbízásából Gaál Mózes és Kőrössy Albert Kálmán építész külföldi tanulmányútra indult, hogy építészeti és pedagógiai szempontból tanulmányozva a legújabb középiskolákat, tapasztalataikat az iskolaépület megtervezésénél felhasználhassák. Az iskolai évkönyv 1909/10. tanévi beszámolója ezt írja: „Október végén állott az épület, tető alá került… díszes homlokzatával szépen, fiatalosan néz a Népligetre, melynek lombos fái közül úgy hat a szemlélőre, miként ha tündérkastély volna.” A gimnázium 1911 májusában nyitotta meg kapuit a tanulók előtt, bár még ekkor sem volt egészen kész az épület. A korabeli iskolák között a legkorszerűbben kialakított és felszerelt gimnáziumnak számított, még annak ellenére is, hogy az első világháborút követő román megszállás alatt főleg az iskola berendezése károsodott. Az 1921-ben Széchenyi István Gimnáziummá átnevezett, 1924-től reálgimnáziumként működő iskola – ahol Babits Mihály is tanított – egy 1924 szeptemberében kelt minisztériumi rendelet következtében a Tündérpalota nagy részét a Magyar Nemzeti Múzeum Néprajzi Gyűjteményének adta át, amely így raktárként, kiállítások helyszíneként funkcionált. A minisztérium utasítása a tervek szerint három évre szólt, de az 1975-ig működött gimnázium – ahol Hofi Géza is tanult – többé sosem kapta vissza az egész házat. A második világháború időszaka felgyorsította az épület avulását. Felújítása során kőporos vakolat került a homlokzatra, amely rontotta a Tündérpalota megjelenését, mivel eltakarta a sgraffito díszítéseit. Az épület múzeumi részét 1972-ig az önállóvá vált Néprajzi Múzeum használta. A gimnázium jogutódja 1972–1976 között nyomdaipari szakközépiskolaként volt jelen az épületben, majd megszűnése után a Radnai Béla Gyors- és Gépíró Szakiskola költözött a helyére. 1977-től városképi jelentősége miatt a Tündérpalota műemléki védelem alá került. 1996–1998 között a Magyar Természettudományi Múzeum Növénytára, a Magyar Nemzeti Múzeum restaurátorképzése és tanműhelyei, valamint az Országos Pedagógiai Könyvtár és Múzeum költözött az egyre romló állapotú épület különböző részeibe, máig használva őket.
2013-ban az épület nagyfokú felújításon esett át. Az Oktatáskutató és Fejlesztő Intézet (OFI) 520 millió forintot nyert az épület energiahatékonyságának javítására, amelyből korszerűsítették a nyílászárókat, modernizálták a világítási és fűtési rendszert, a helyreállított vakolatra a hőszigetelést javító nanokerámia bevonat került. Az egykori iskola sportpályáján napelemes rendszert alakítottak ki.

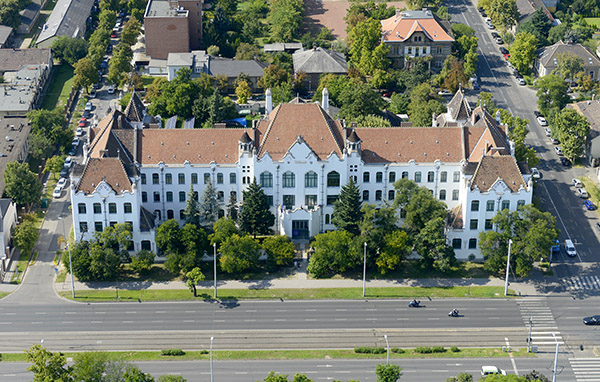
Tündérpalota - légi fotó

## Szerkezete
A Tündérpalota két emeletes, szimmetrikus, rizalitos elrendezésű, alaprajza elnyújtott H alakú. A főbejárat két oldalán előkert található. Teteje pártázatos kialakítású. A tető gerincén mázatlan, félcsillag alakú idomcserepek futnak végig. Az ablakokkal teli hátsó homlokzat kialakítása következtében jelentős természetes fény jut az épületbe.

## Képgaléria

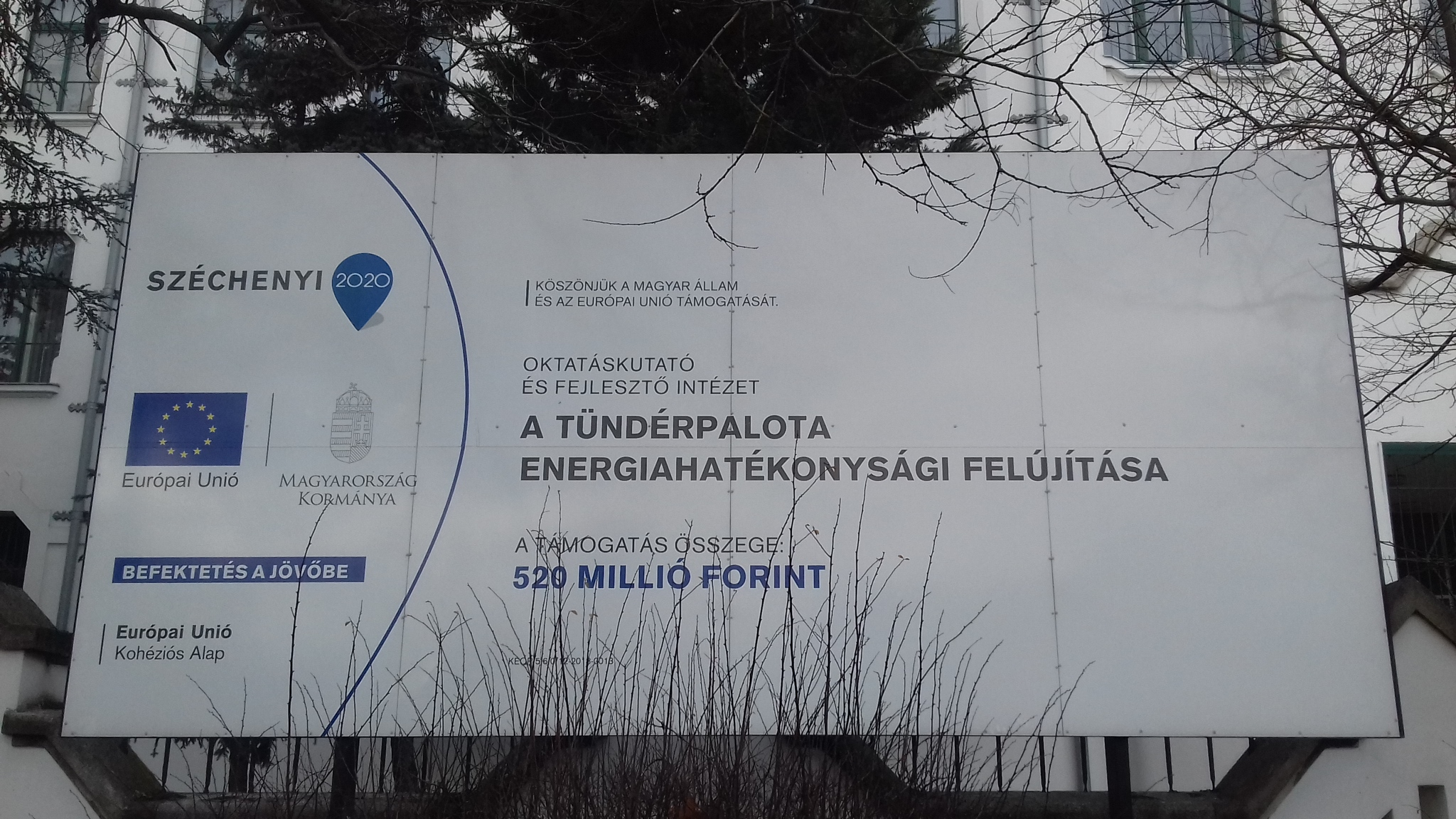
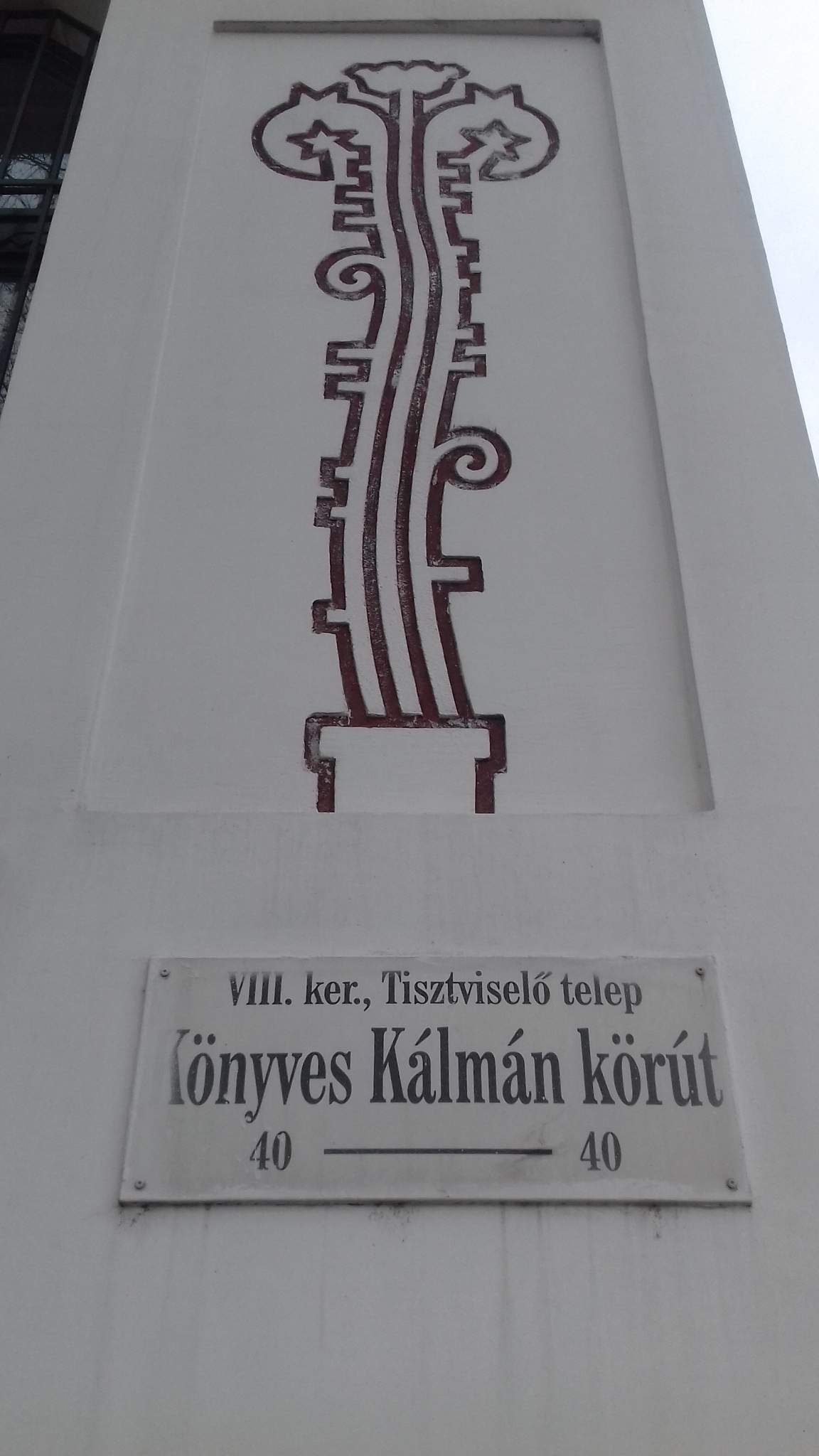
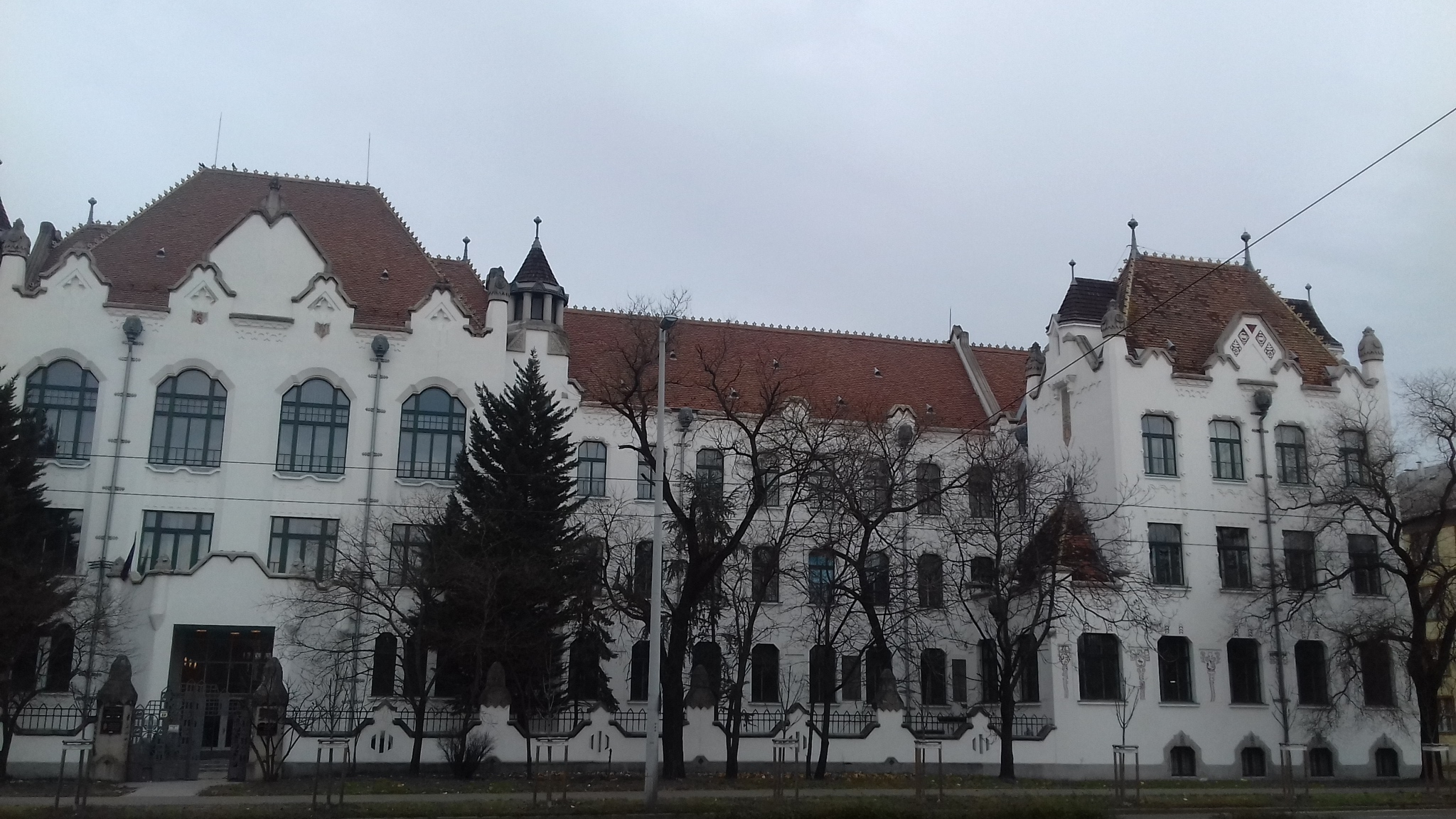
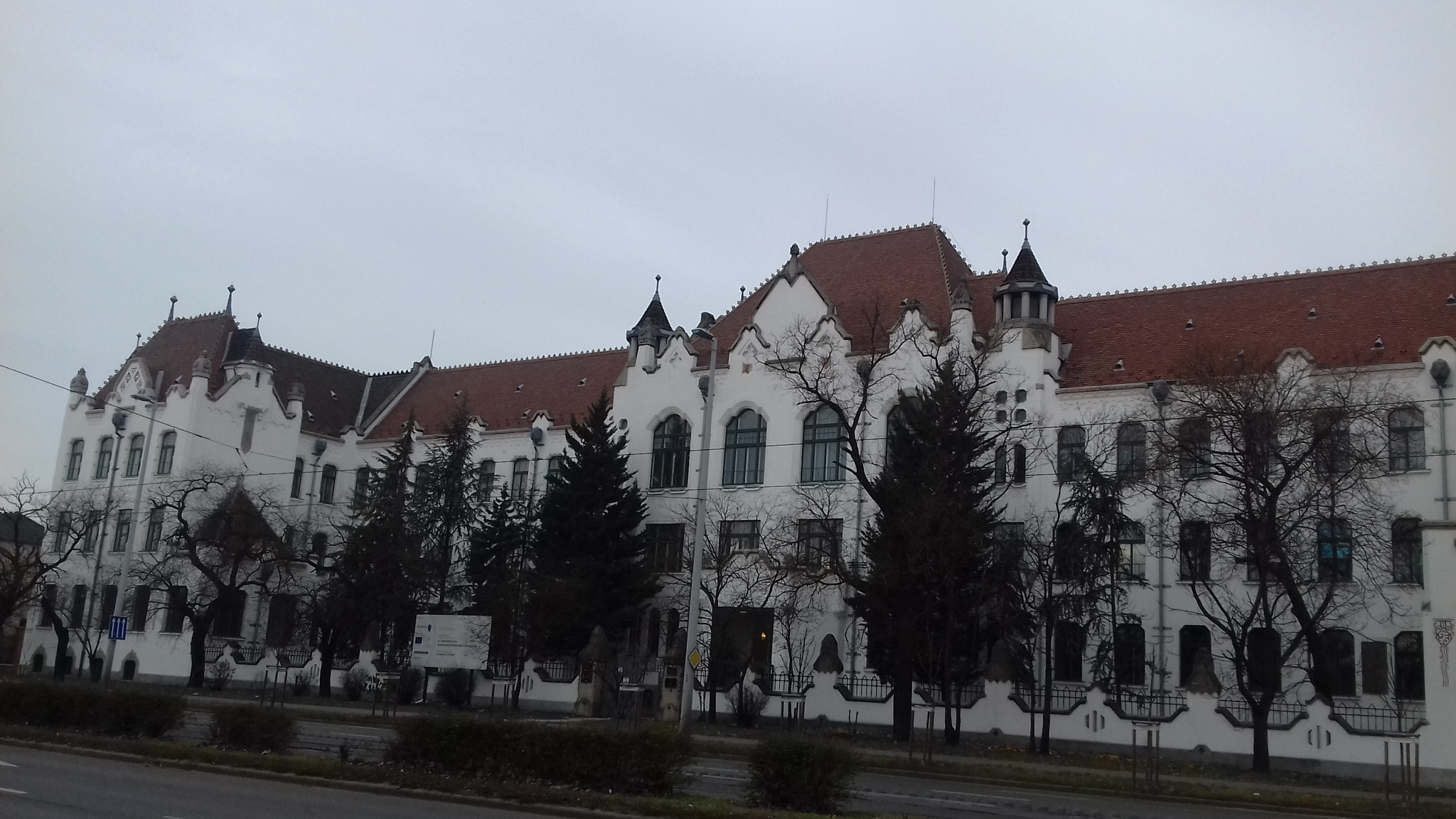
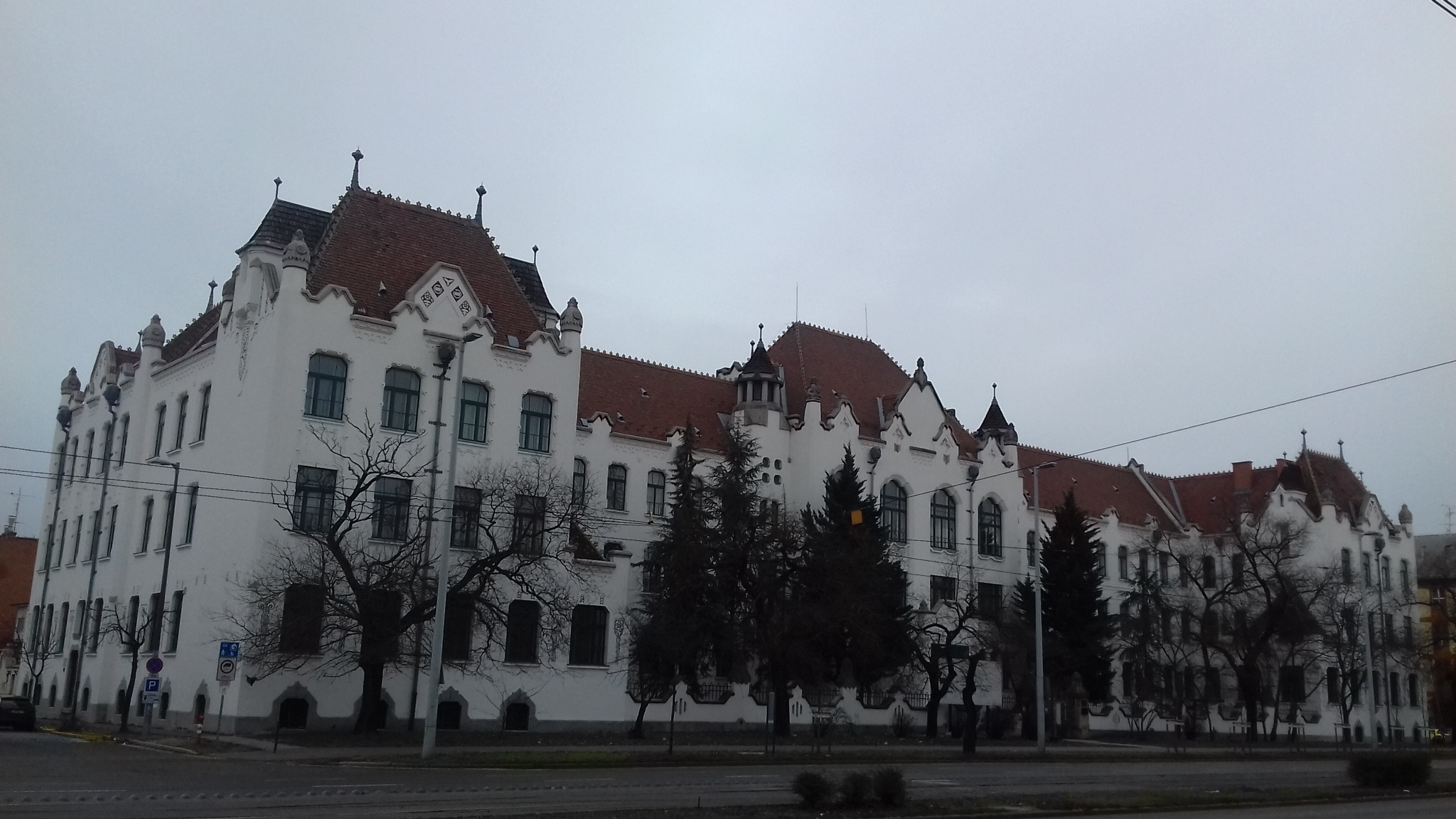
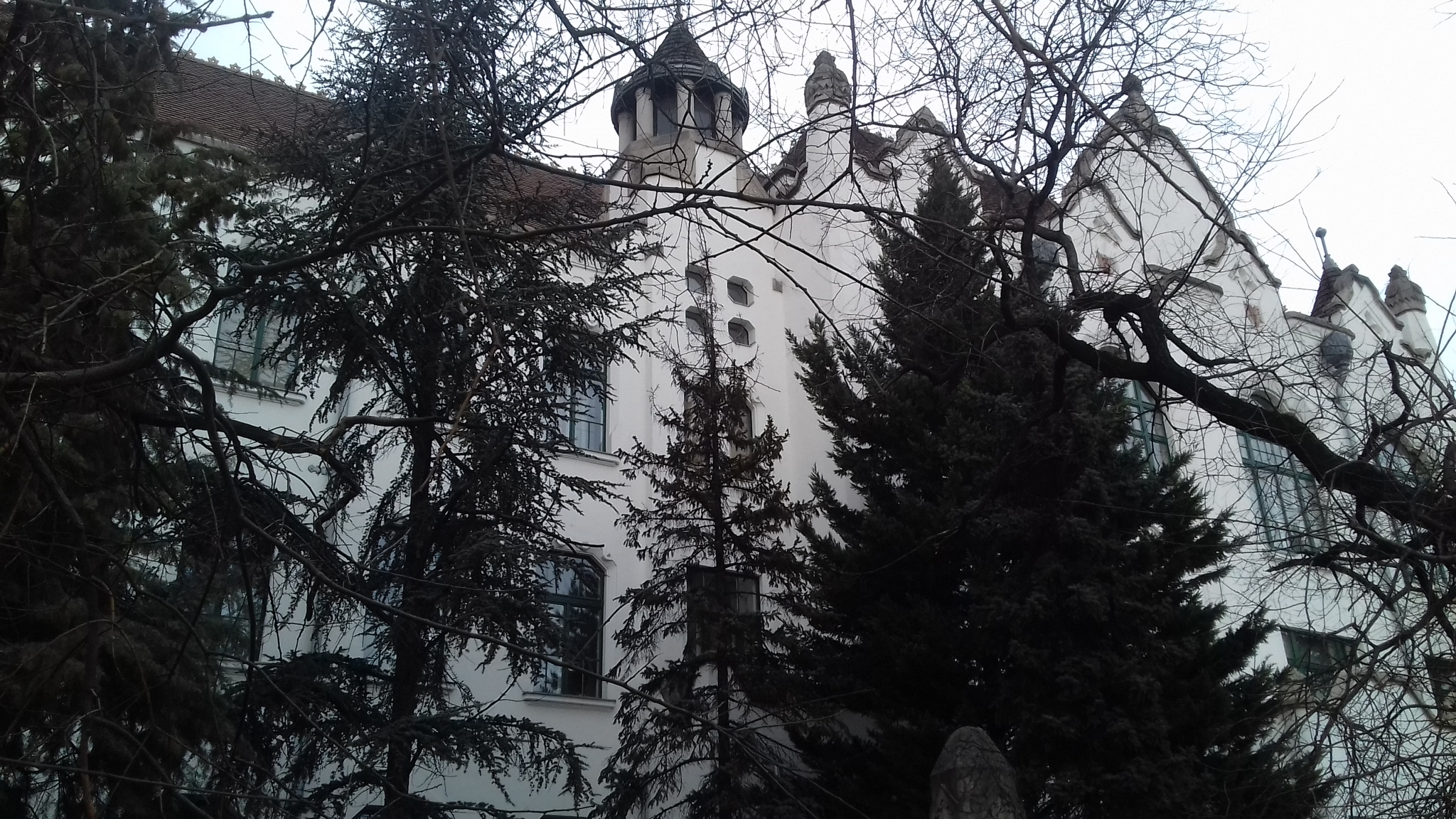
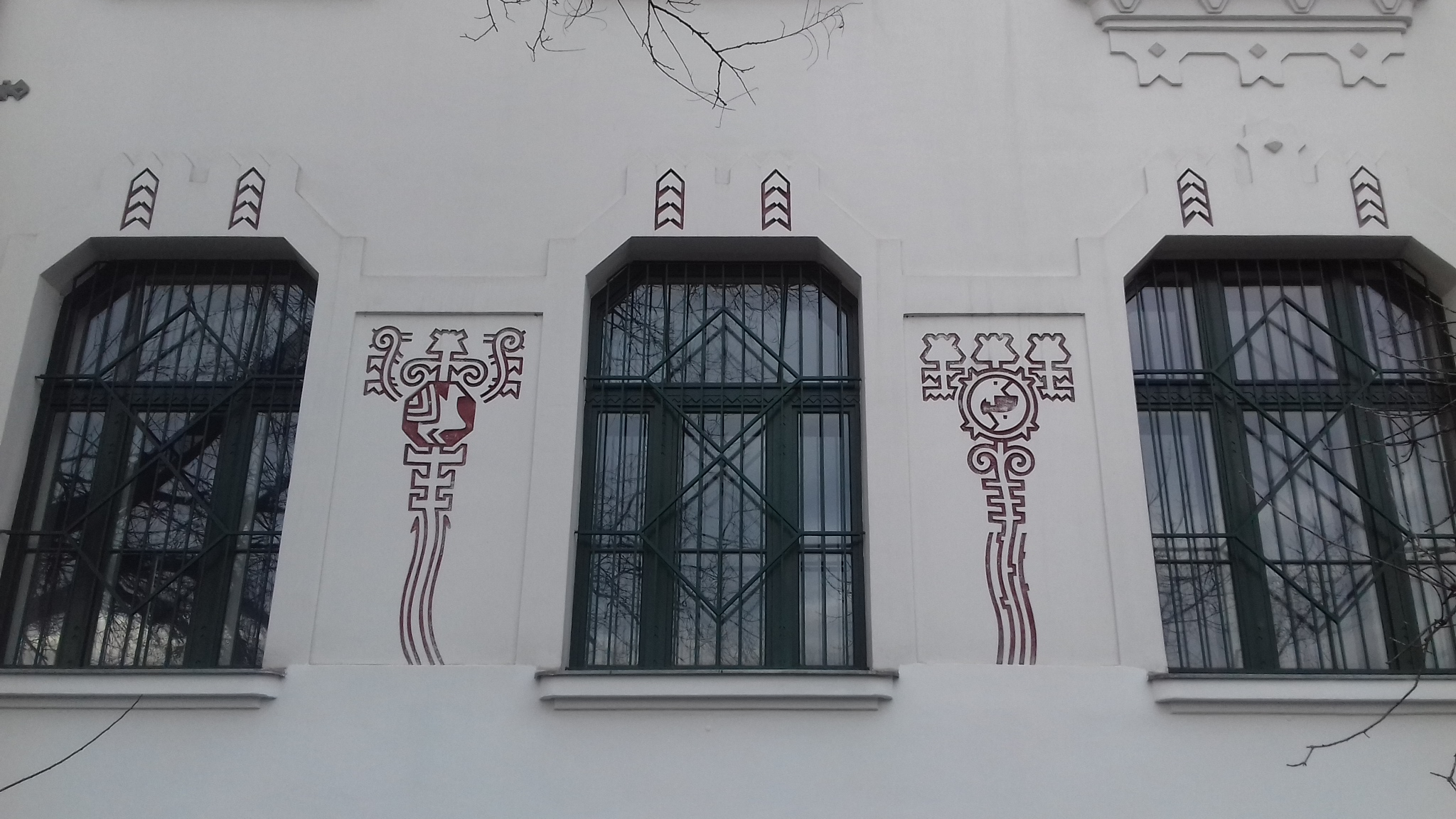
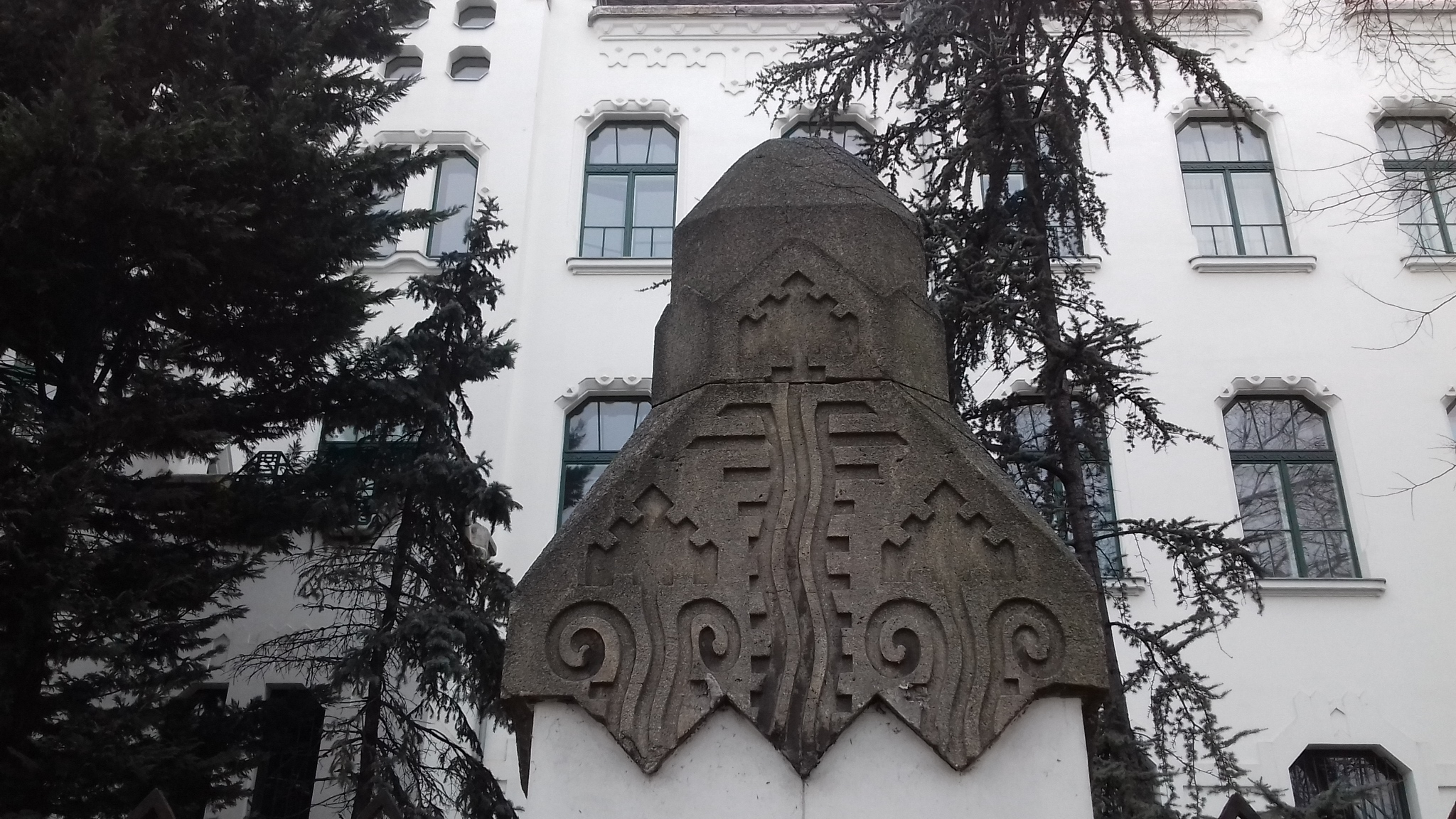
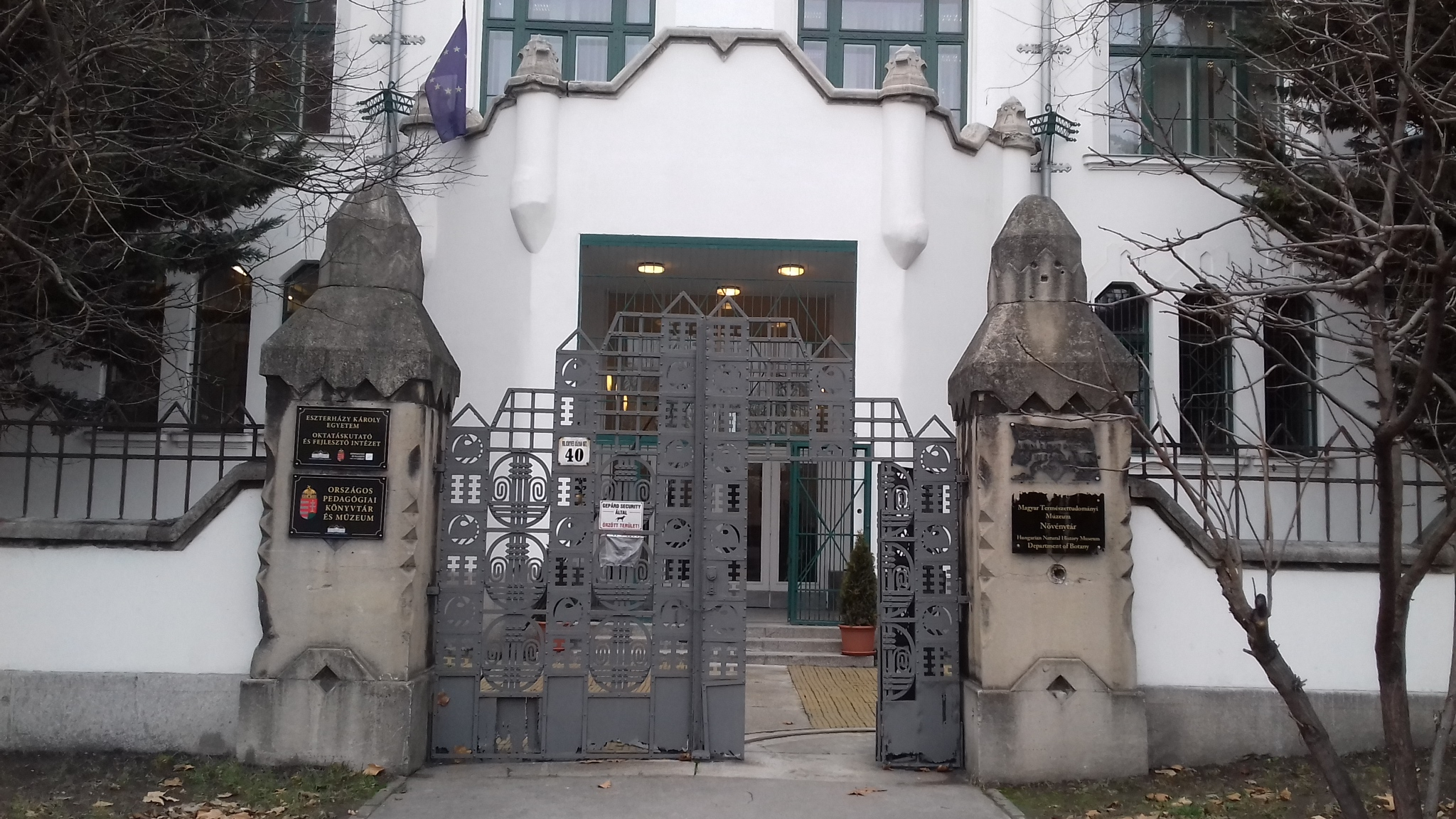
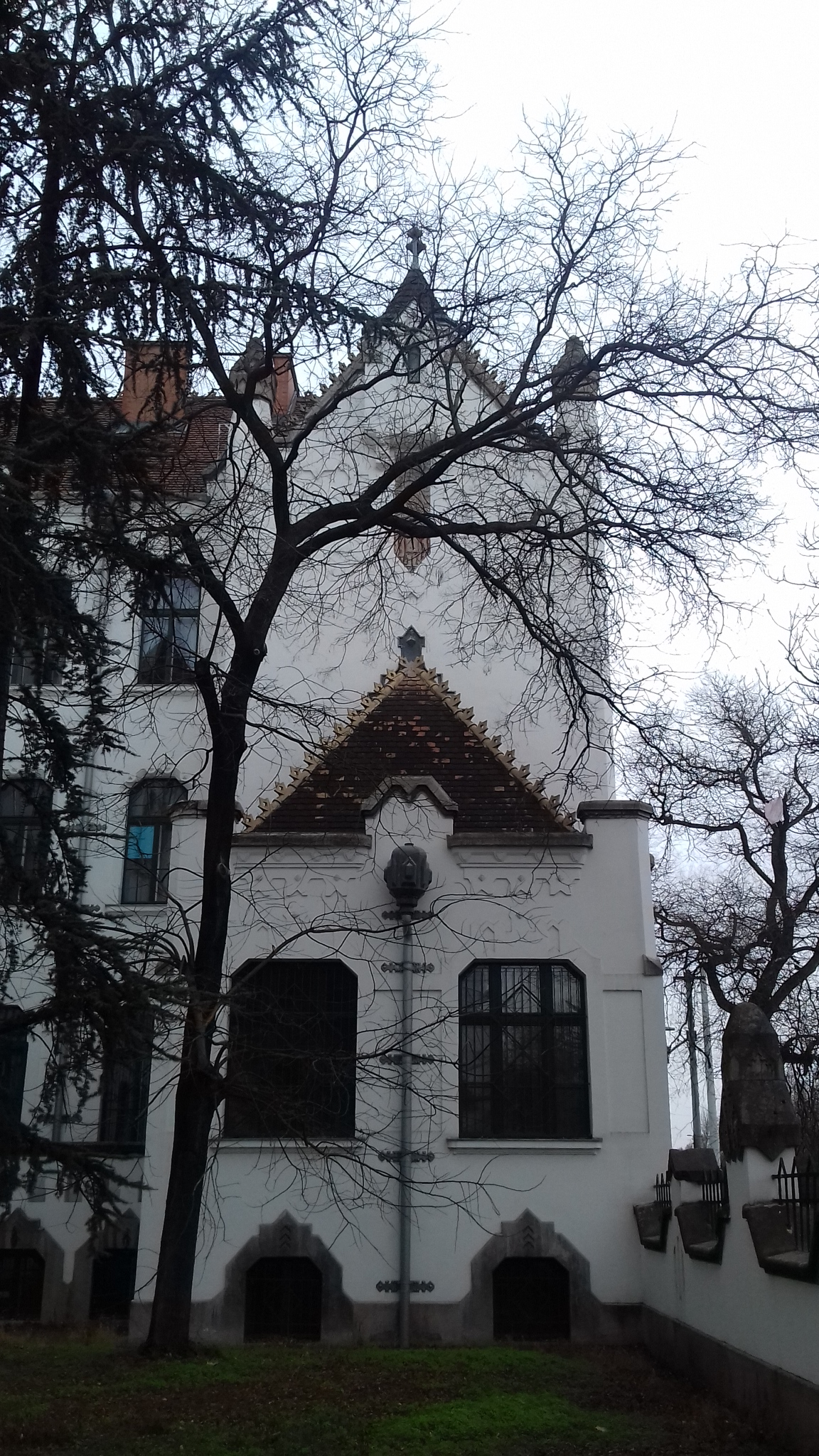
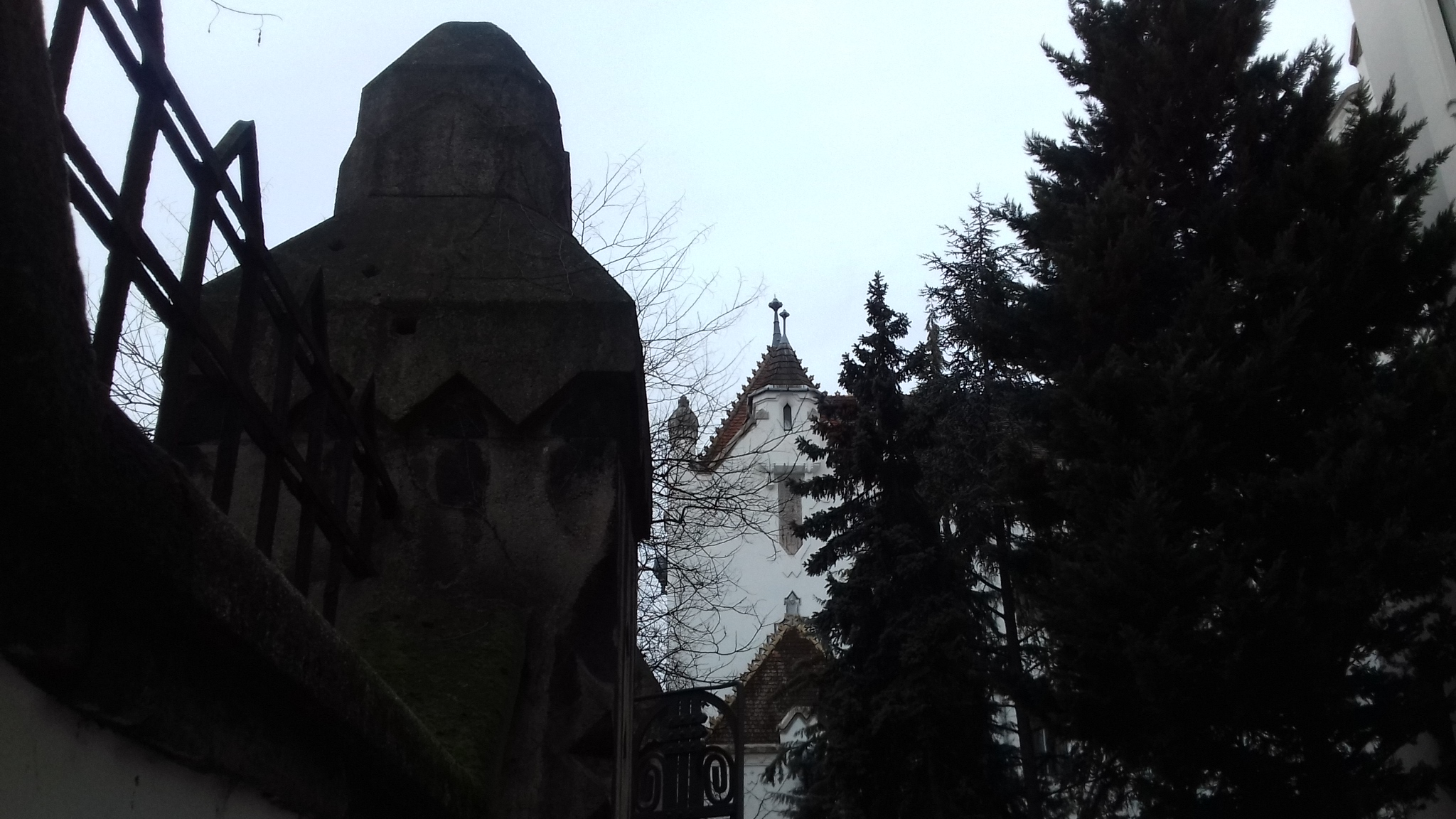
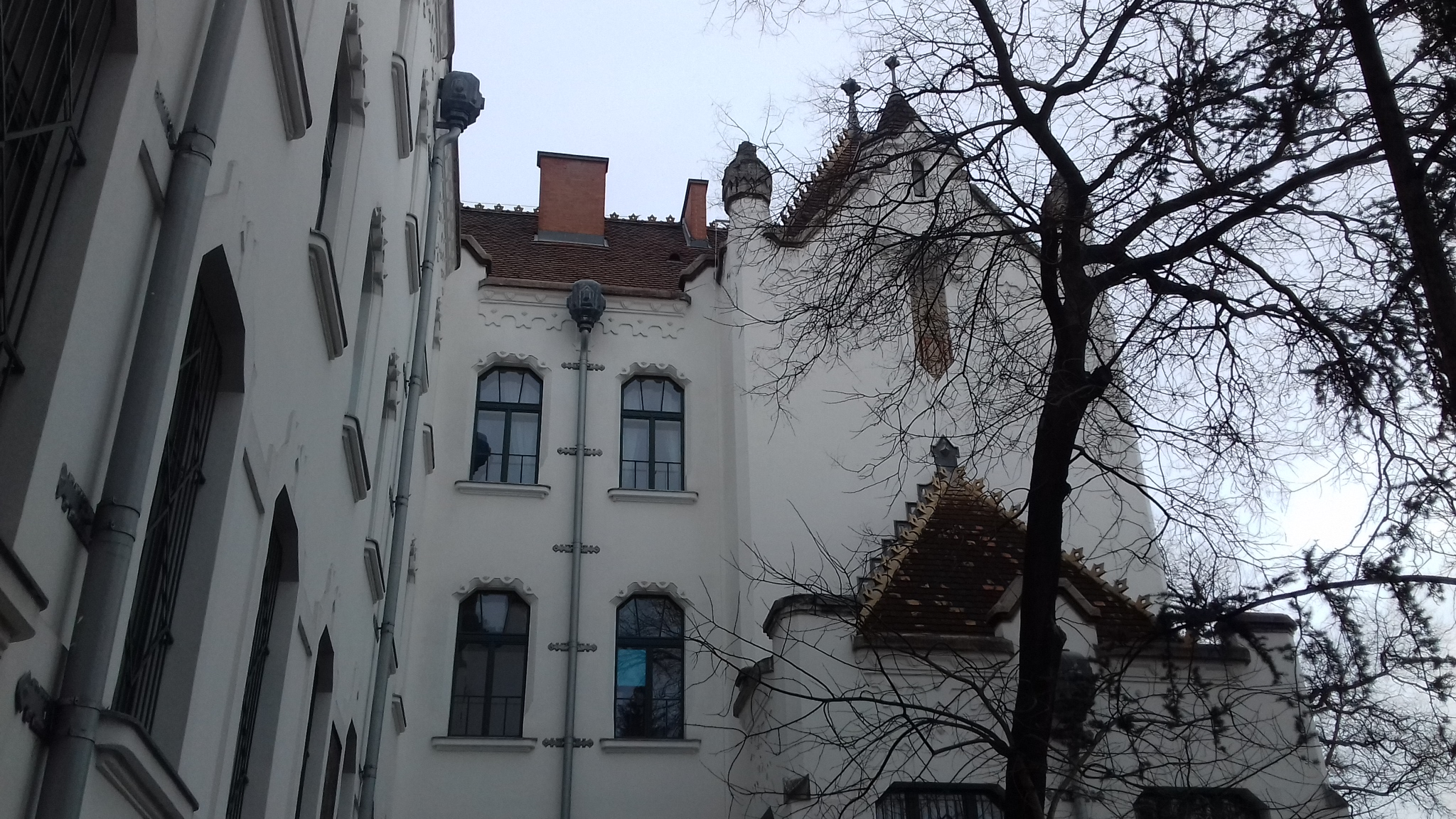
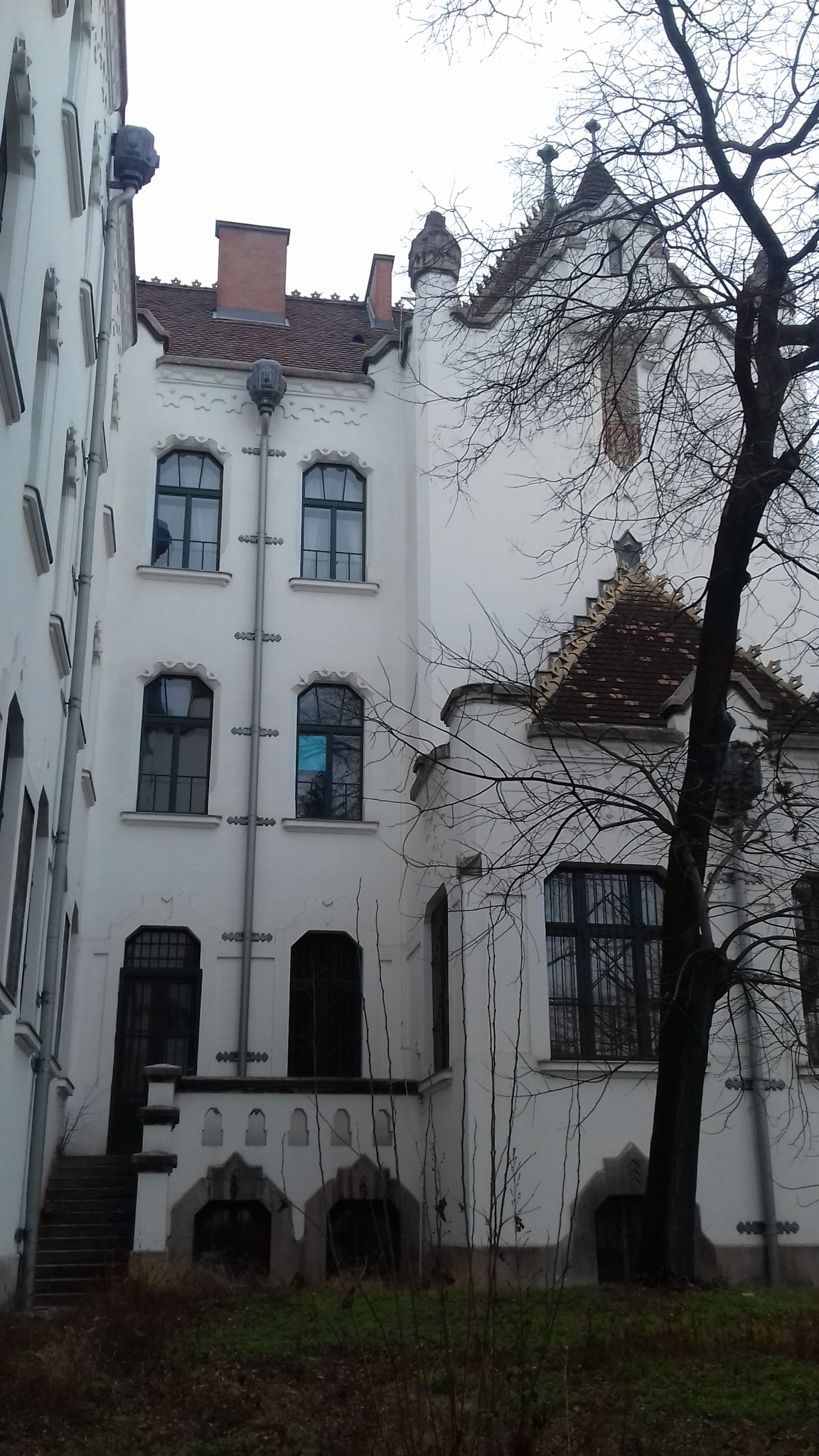
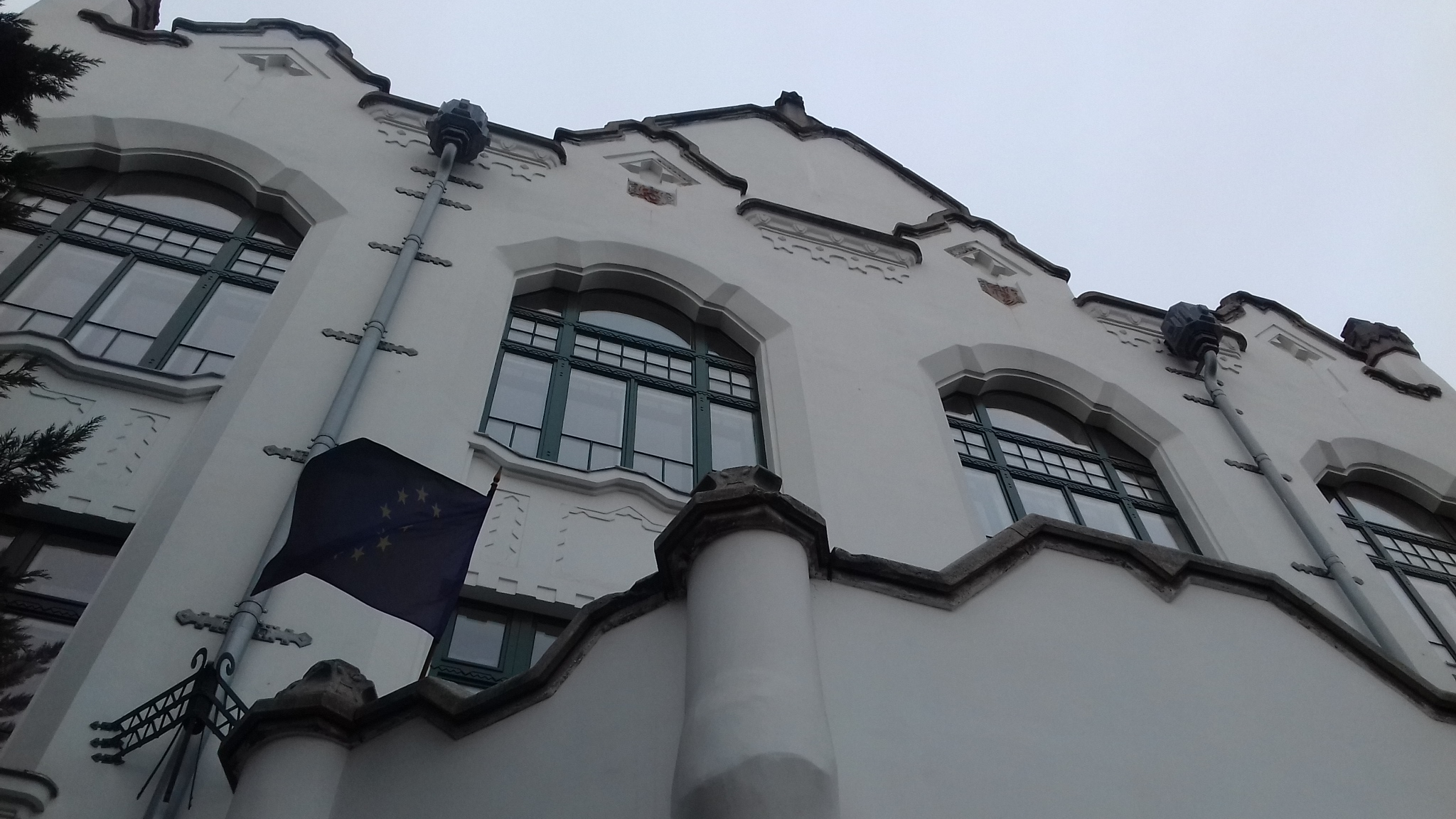
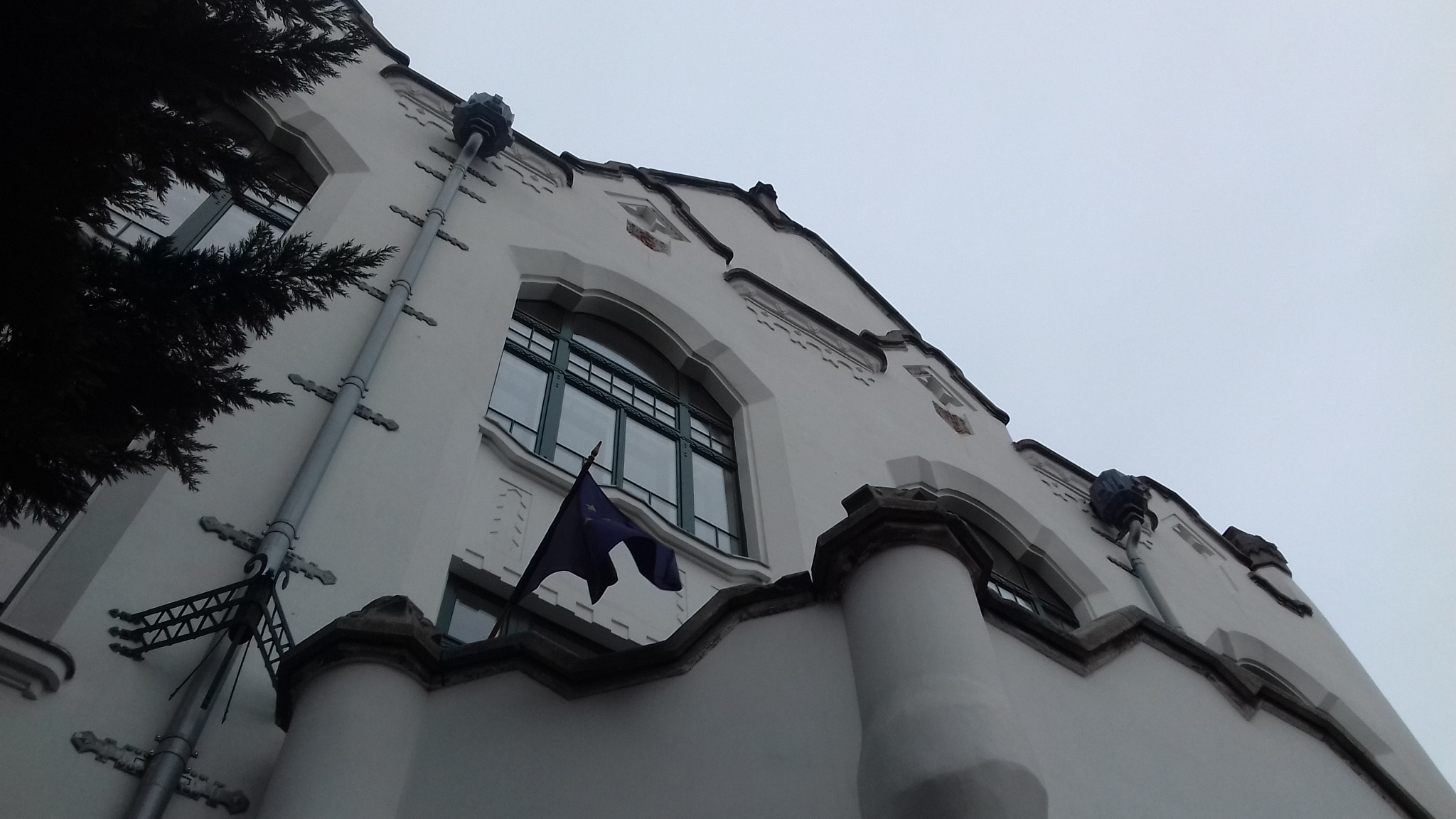
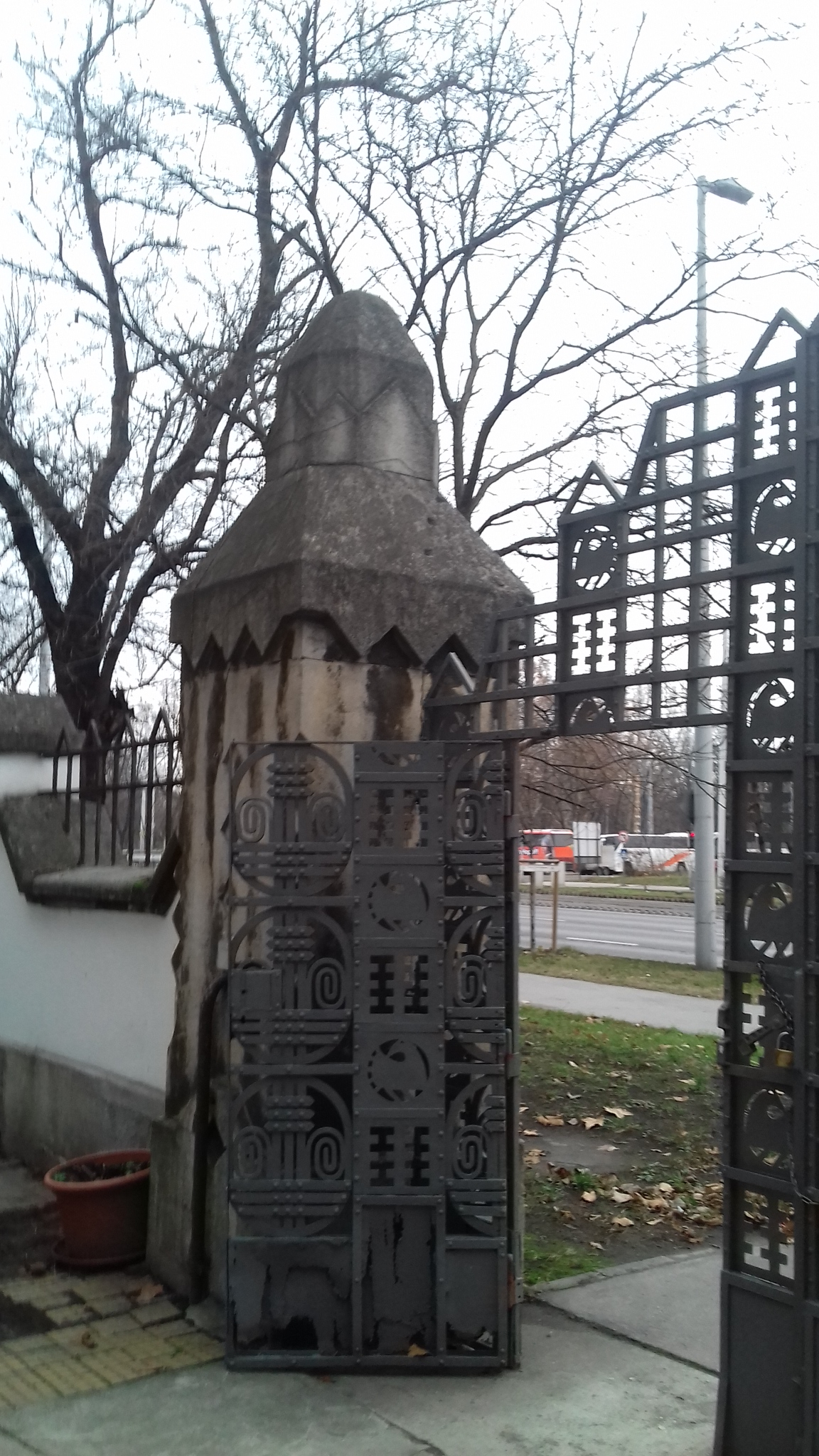
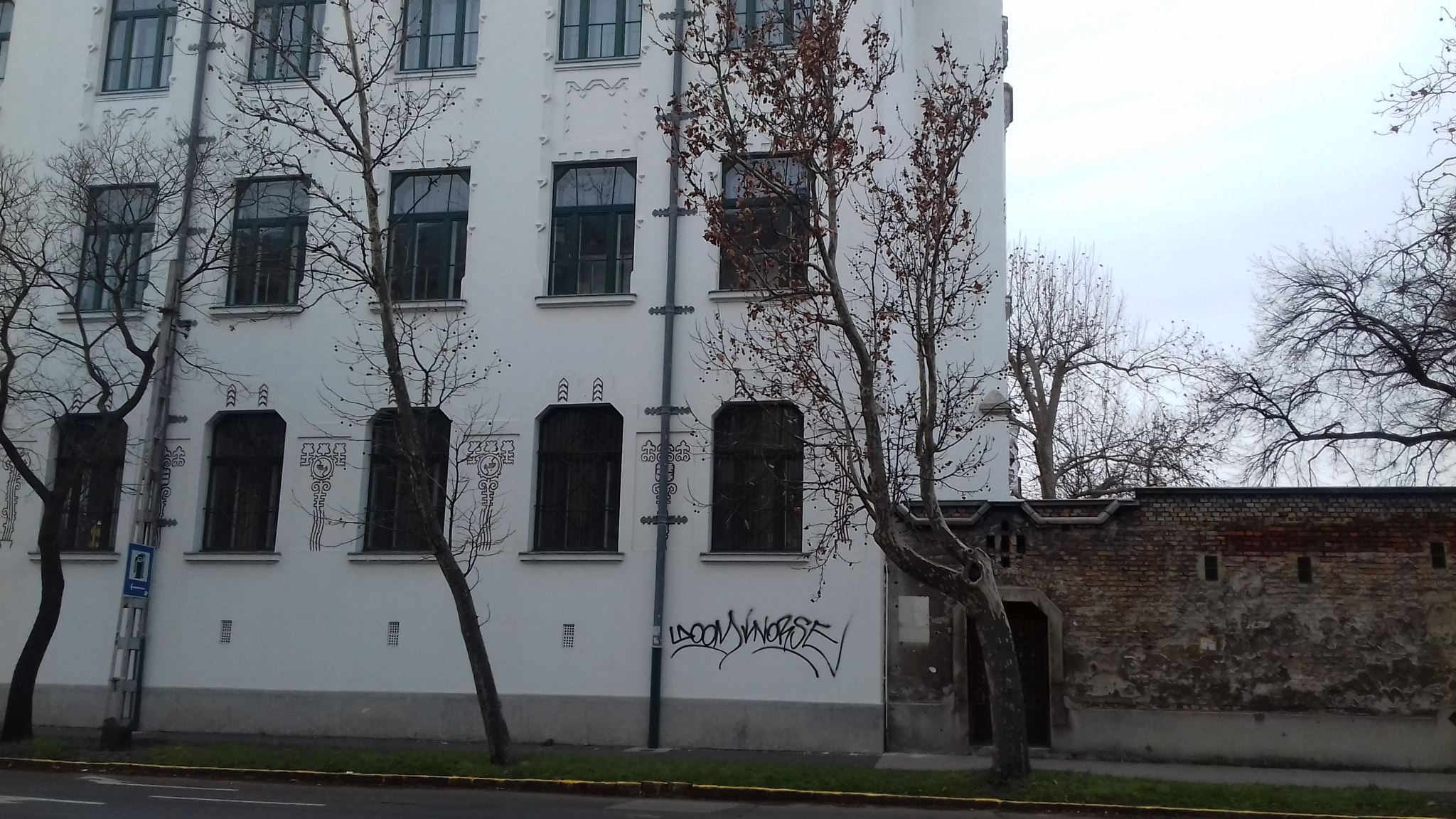
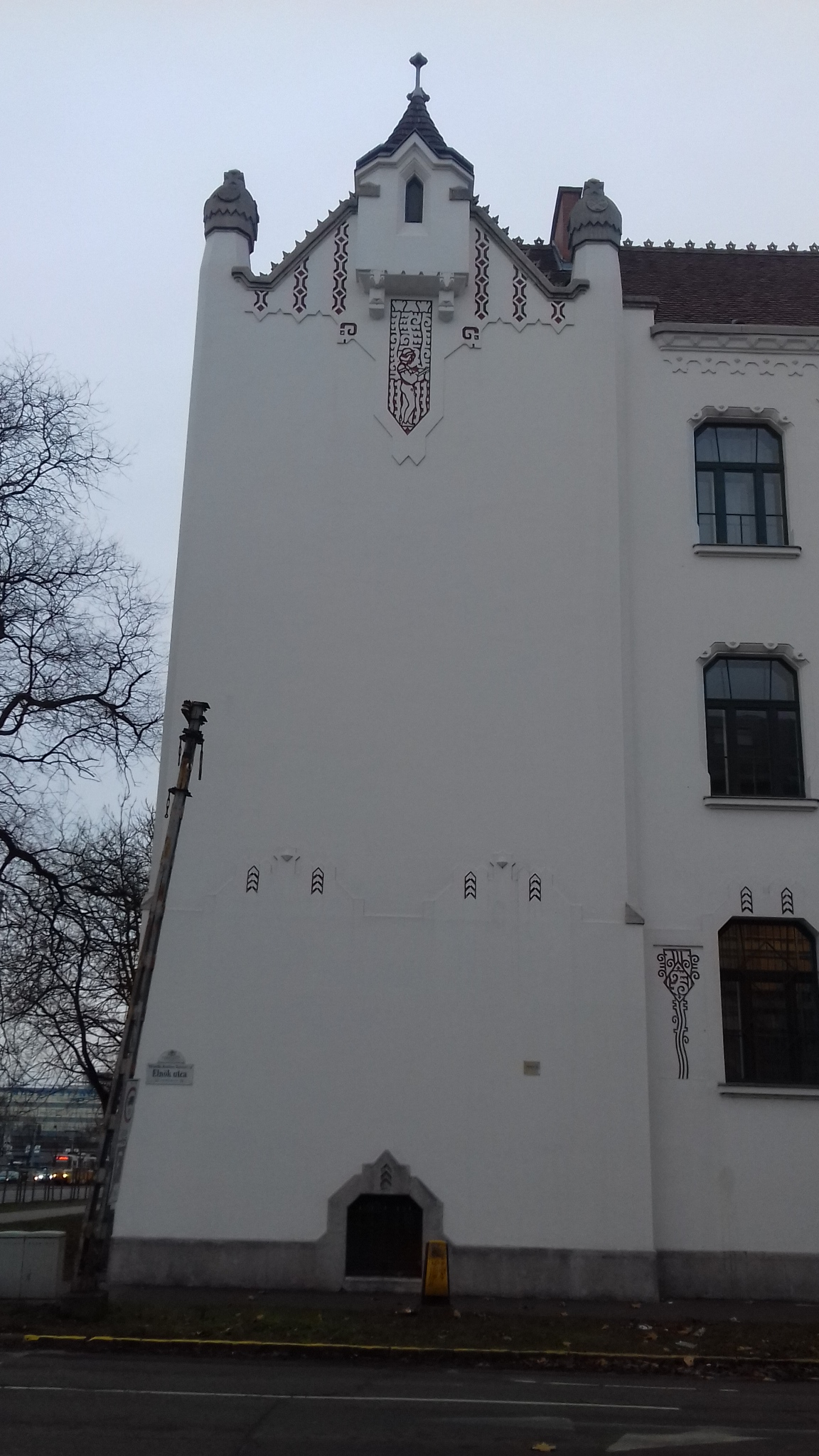
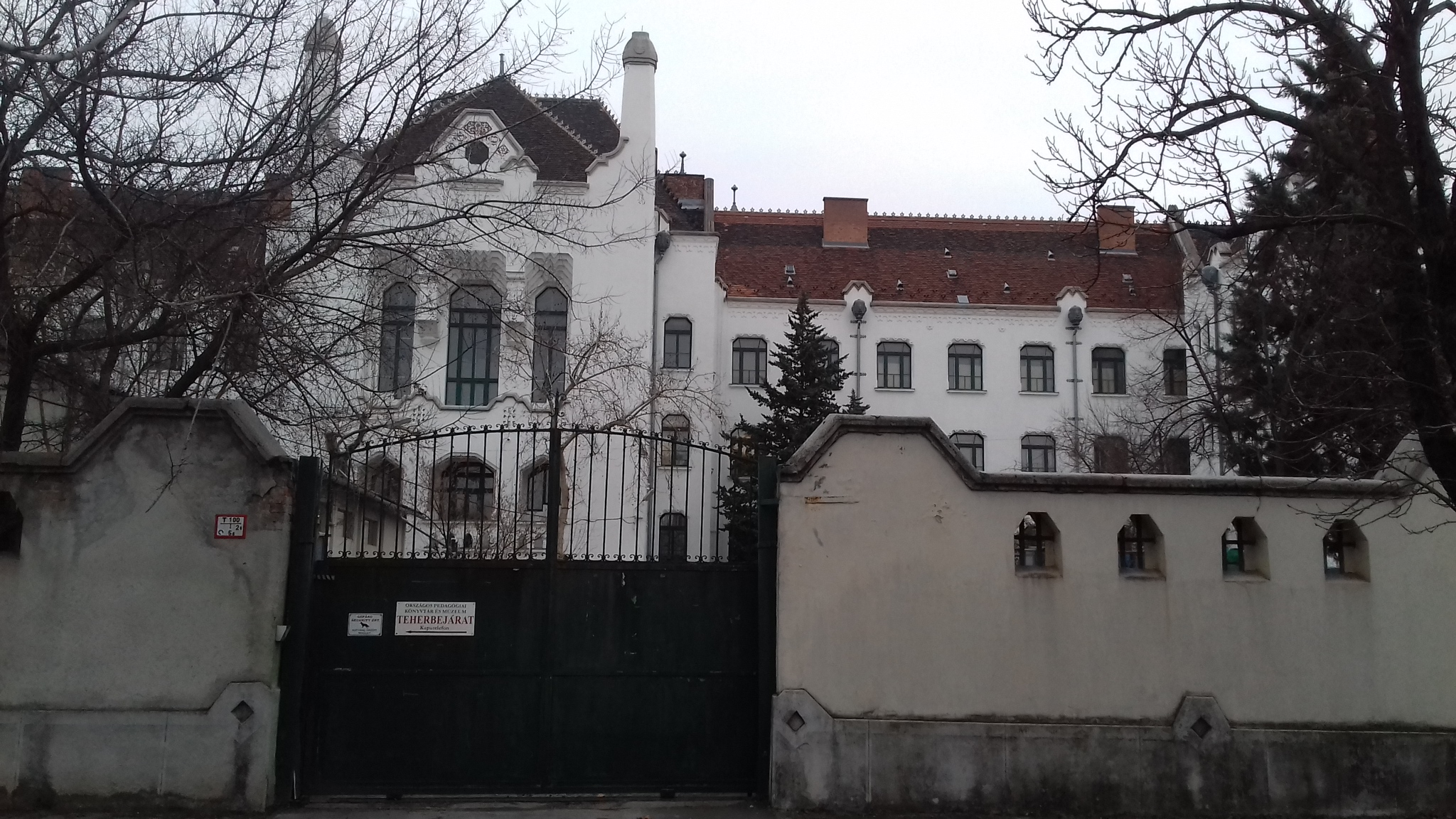
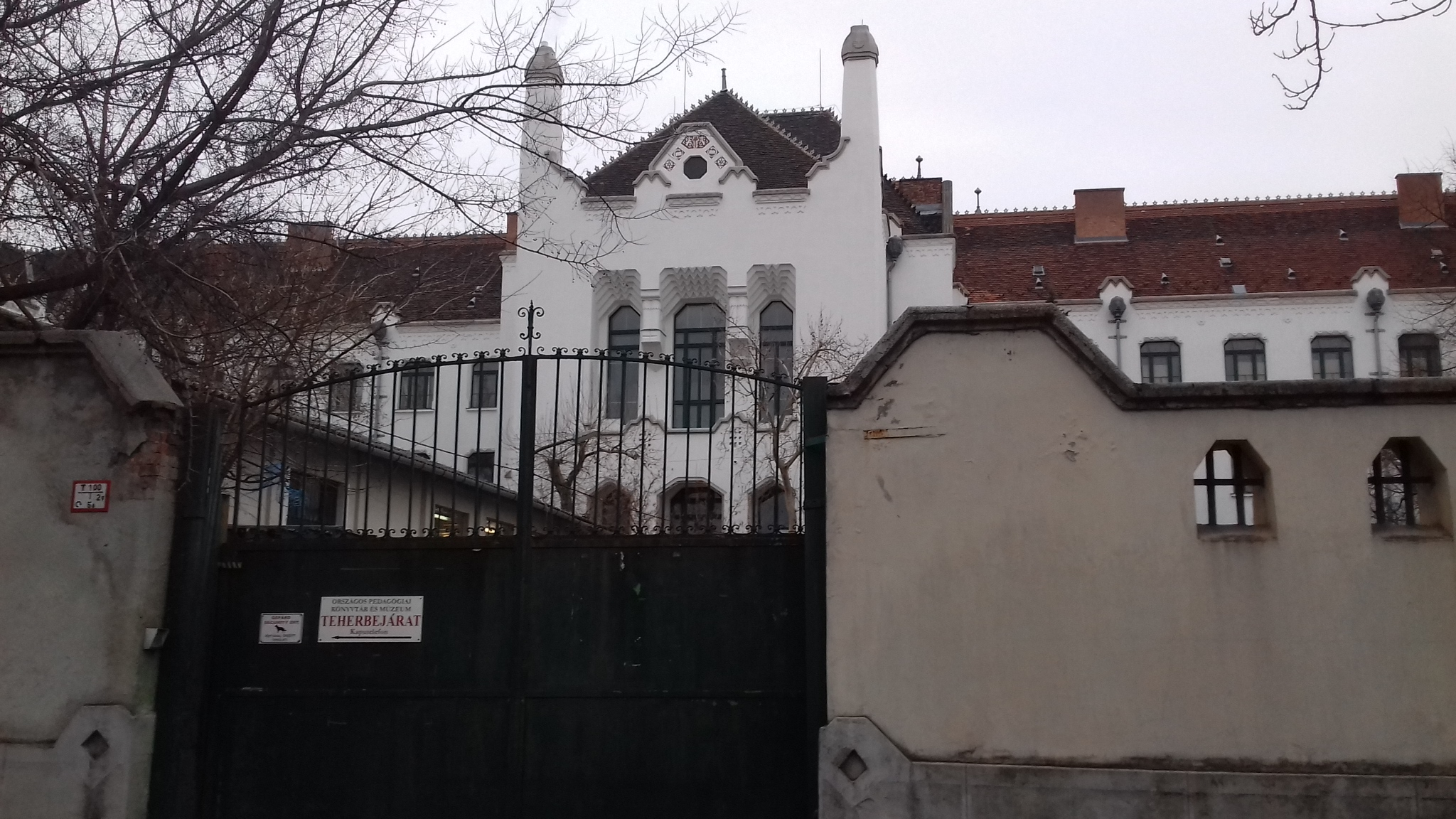
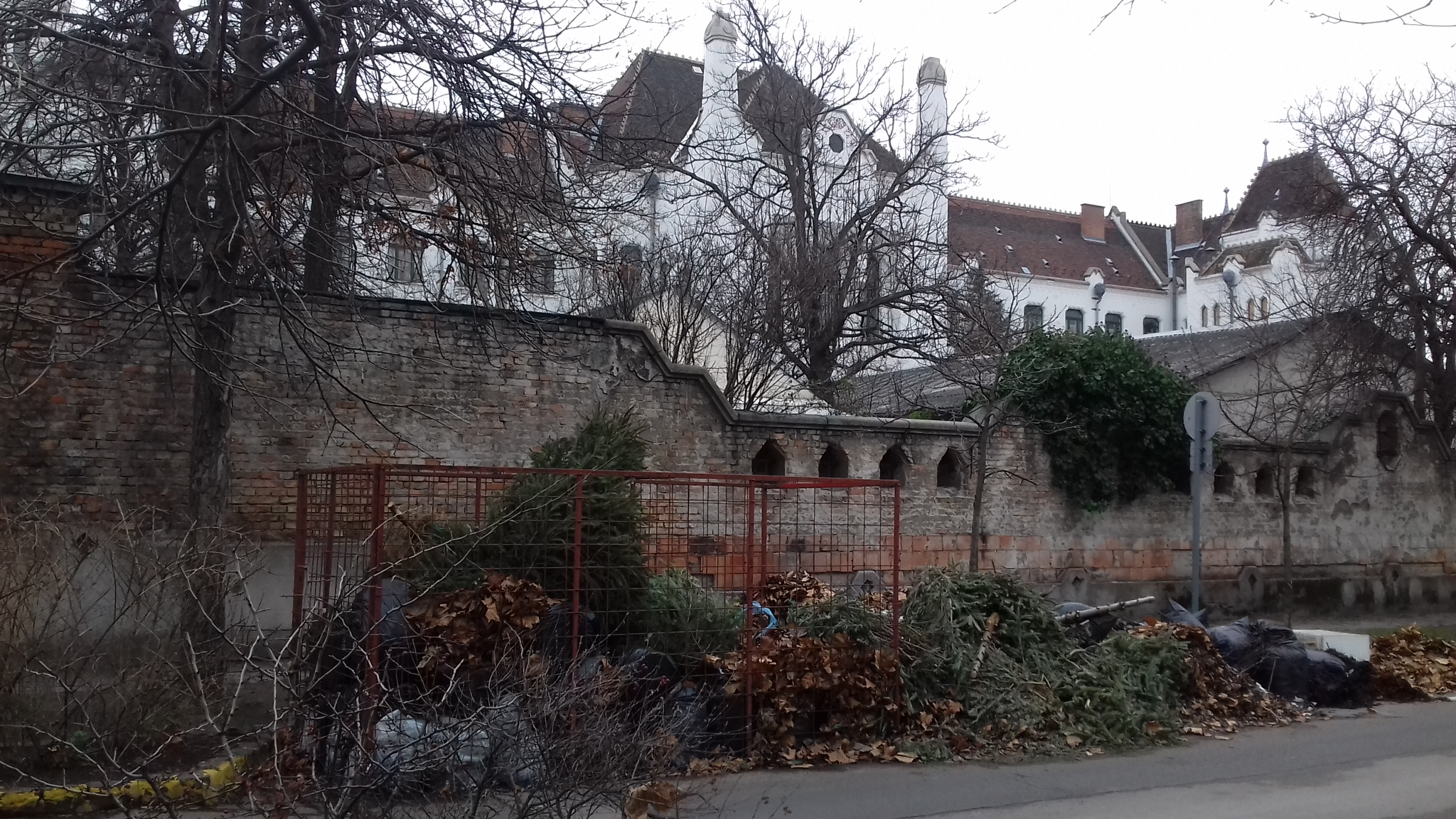
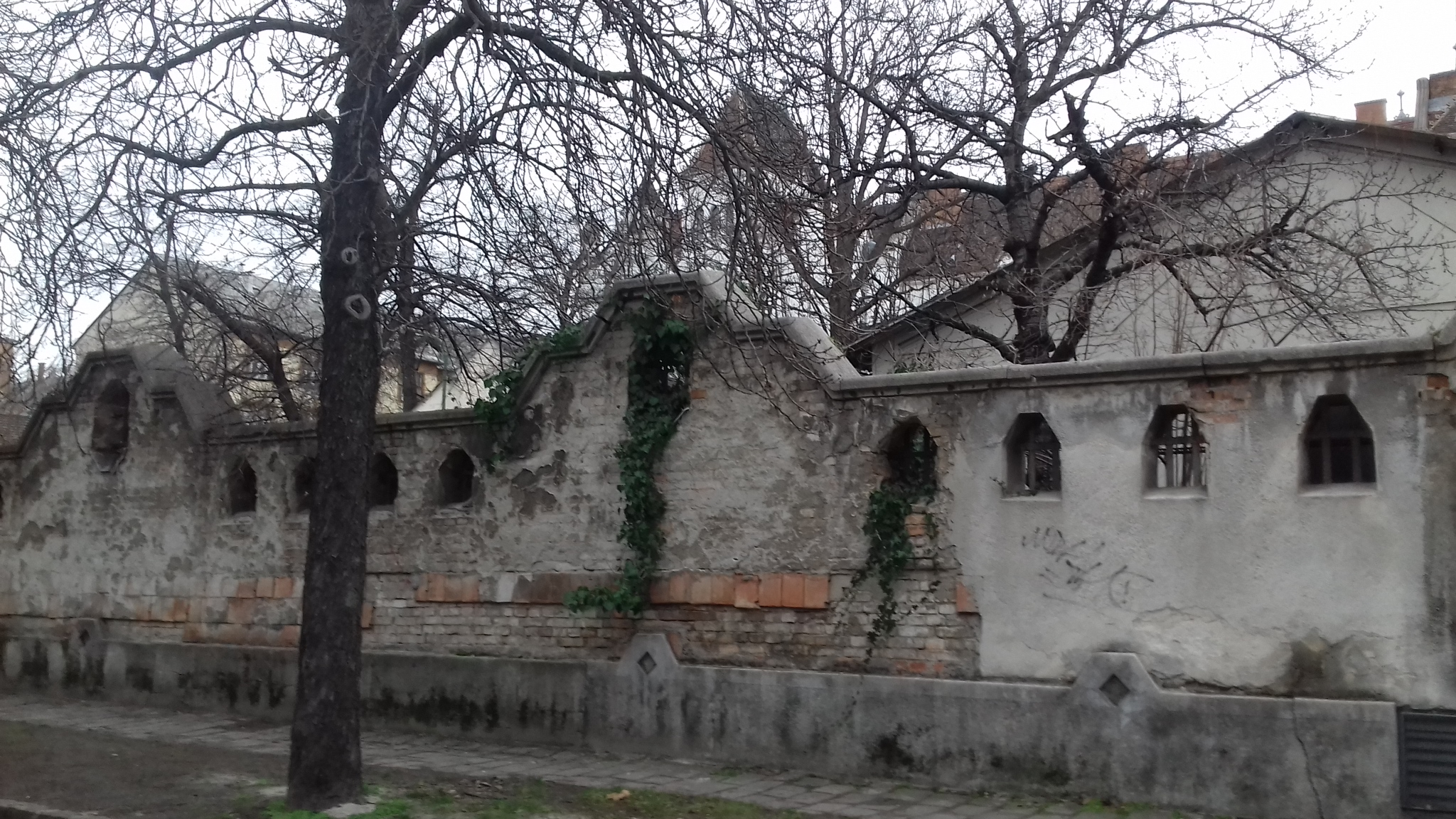
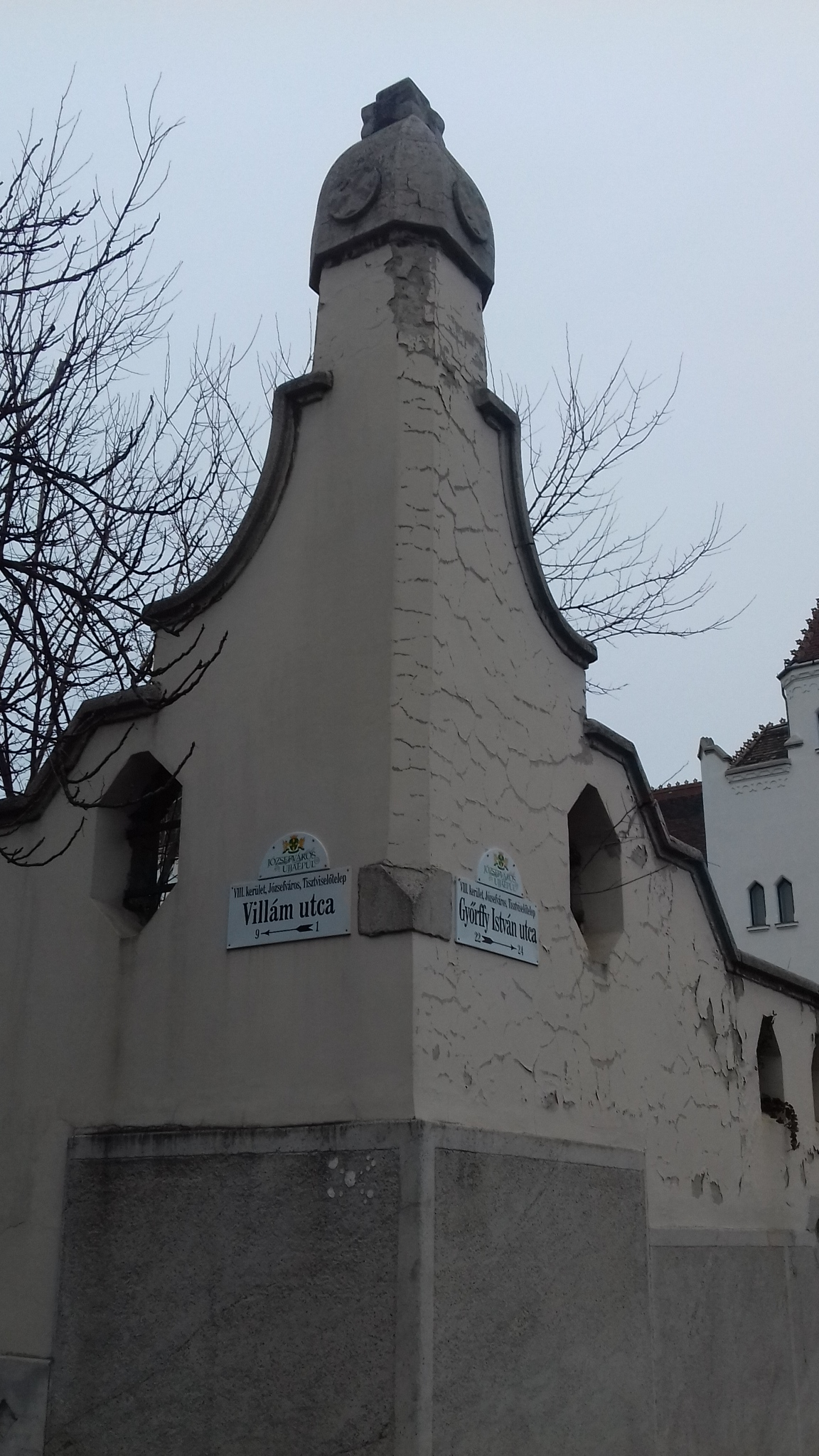
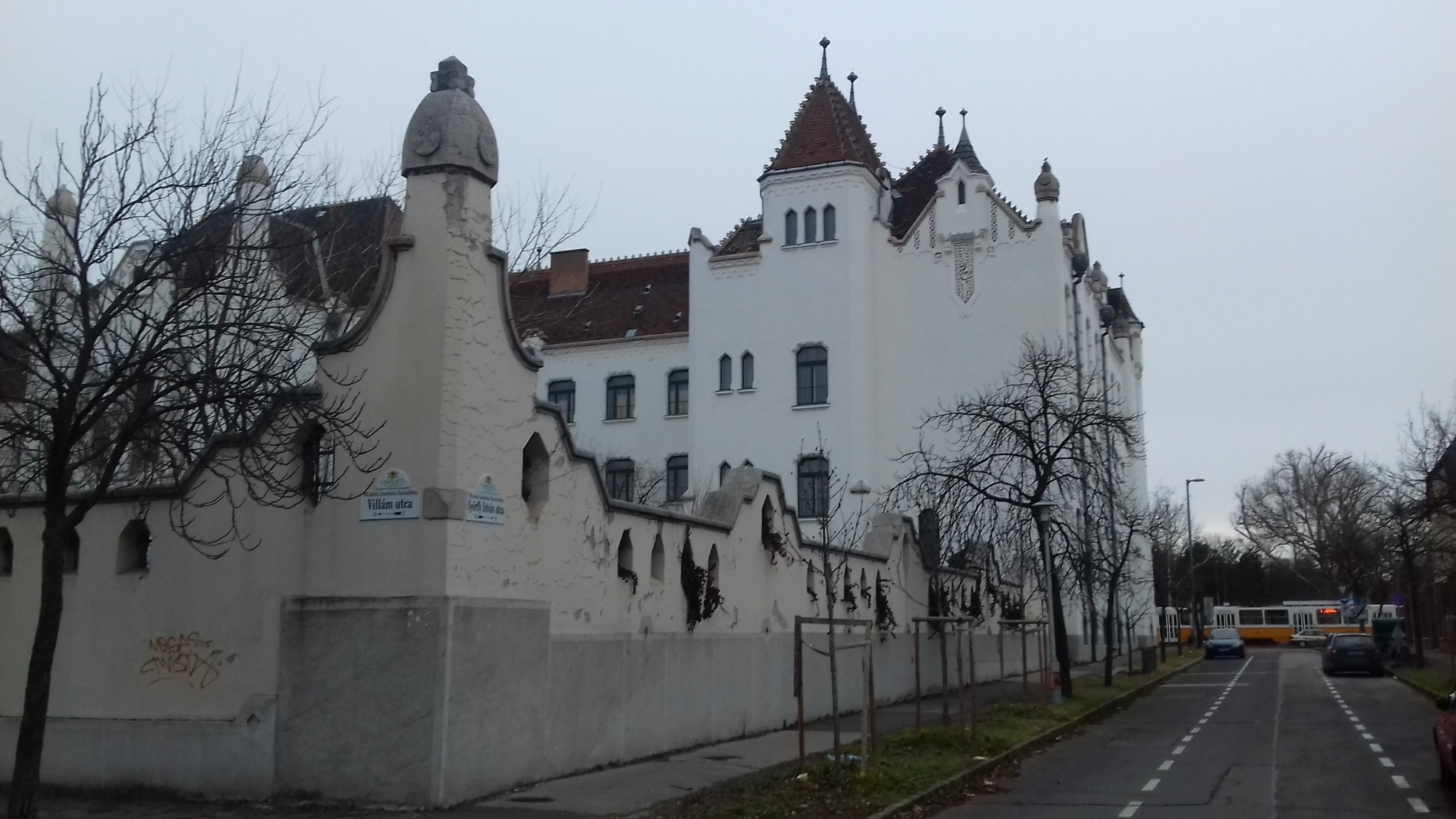